# Рас-Али
Рас-Али (ивр. ראס עלי‎) — деревня в Нижней Галилее, почти в трёх километрах к югу от Шфарама.
Деревня расположена на вершине невысокого холма «Гиват-Алиль». Почти со всех сторон холм огибает русло непересыхающего ручья Нахаль-Ципори, образующее петлю.
В 1925-м году этот холм был приобретён ливанской семьей Сурсук, деревня была основана в 1927-м году.
Предположительно деревню основали выходцы из соседних деревень Эль-Маждаль и Кафрата (в наши дни Кфар-Ата).
Население деревни — мусульманское.
В Рас-Али находится школа, где кроме местных жителей так же учатся дети из деревни Хавалид (где школы нет). Школа охватывает программу начиная с дошкольной подготовки и до 8-го класса.

## Население
По данным Центрального статистического бюро Израиля, население на начало 2020 года составляло 643 человека.